# (21924) Alyssaovaitt
(21924) Alyssaovaitt (1999 VN53) – planetoida z pasa głównego asteroid okrążająca Słońce w ciągu 4,05 lat w średniej odległości 2,54 j.a. Odkryta 4 listopada 1999 roku.